# Yumeko Kitaoka
Pour les articles homonymes, voir Kitaoka.
Yumeko Kitaoka (北岡夢子, Kitaoka Yumeko), de son vrai nom Kikuko Nakayama (中山貴久子, Nakayama Kikuko) née le 2 février 1971, est une ex-chanteuse et actrice, idole japonaise dans les années 1980.